# Procladius flavifrons
Procladius flavifrons är en tvåvingeart som beskrevs av Edwards 1929. Procladius flavifrons ingår i släktet Procladius och familjen fjädermyggor. Arten är reproducerande i Sverige. Inga underarter finns listade i Catalogue of Life.